# Кръстьо Диловски
Кръстьо Минов Диловски е български търговец, кмет на Орхание през 1879 г. и народен представител в VII обикновено народно събрание.

## Биография
Син е на Мино Диловски от известния род Диловски. Получава добро образование. Активно участва в управлението на Орхание. Кмет е на Орхание през 1879 г. По това време се въвеждат общински такси, берии и налози. Общинската администрация се занимава с разделяне и изкупуване на изоставените турски имоти. Избран е за народен представител в VII обикновено народно събрание от Орханийско.